# Wegnez
Wegnez is een plaats en deelgemeente van de Belgische gemeente Pepinster. Tot Wegnez behoort ook de plaats Purgatoire. In 1977 werd de zelfstandige gemeente Wegnez opgenomen in de fusiegemeente Pepinster.
Wegnez ligt in de provincie Luik.

## Demografische ontwikkeling
- Bronnen:NIS, Opm:1831 tot en met 1970=volkstellingen, 1976= inwoneraantal op 31 december

## Bezienswaardigheden
- Sint-Hubertuskerk
- Kasteel van Sclassin
- Enkele wegkruisen

## Natuur en landschap
Wegnez ligt in het Land van Herve, op een hoogte van ongeveer 250 meter. Ten oosten van de kom stroomt de Ruisseau de Fiérain, welke bij Purgatoire in de Vesder uitmondt.

## Nabijgelegen kernen
Lambermont, Soiron, Cornesse, Pepinster, Purgatoire
Deelgemeenten: Cornesse · Pepinster · Soiron · Wegnez

Overige plaatsen: Bouhaye · Chalsèche · Cromhaise · Drolenval · Fiérain · Forges-Thiry · Goffontaine · Les Foxhalles · Saint-Germain · Saute · Sohan · Tancrémont (deels) · Tribomont

Belgische gemeenten · arrondissement Verviers · provincie Luik · Wallonië